# جيري فونتينوت
جيري فونتينوت (بالإنجليزية: Jerry Fontenot)‏ هو لاعب كرة قدم أمريكية أمريكي، ولد في 21 نوفمبر 1966 في لافاييت في الولايات المتحدة.

## وصلات خارجية
- جيري فونتينوت على موقع مرجع كرة القدم المحترفة.كوم (الإنجليزية)